# Moinho de Vento de Odiáxere
O Moinho de Vento de Odiáxere é um edifício histórico na vila de Odiáxere, no concelho de Lagos, em Portugal.

## Descrição e história
O moinho situa-se no interior da vila de Odiáxere, num local considerado estratégico do ponto de vista do turismo, uma vez que se situa nas imediações da estrada para a barragem. É considerado um ex-libris da freguesia, estando representado no seu brasão.
Foi recuperado durante o mandato do presidente Luís Bandarra, tendo ficado pronto para funcionar. É um dos poucos exemplares deste tipo na região que foram alvo de obras de restauro. Durante uma entrevista ao jornal Barlavento em Janeiro de 2015, o então presidente da Junta de Freguesia, Carlos Fonseca, revelou que tinha a intenção de dinamizar o monumento, através da sua conversão num museu e espaço para exposições, e de o colocar a funcionar «com peças antigas, ferramentas, utensílios agrícolas e mostrar às pessoas o espaço como era noutros tempos», com o apoio de um antigo moleiro. Em 4 de Julho de 2024 deu-se a apresentação pública do plano para a instalação do Núcleo Museológico Mundo Rural de Odiáxere, que deveria ser construído junto ao Moinho e da ludoteca. O acervo do museu seria principalmente constituído pelos materiais legados à Câmara Municipal de Lagos por António Alves dos Santos, falecido em 2020, e que manteve um museu particular, A Ramada, na localidade de Monte Ruivo.